# 卡雷尔·霍利
卡雷尔·霍利（捷克語：Karel Holý，1956年2月3日—），捷克男子冰球运动员，场上位置是前锋。他曾代表捷克斯洛伐克国家队参加1980年冬季奥林匹克运动会冰球比赛，获得第五名。